# Apodemus semotus
Apodemus semotus é uma espécie de roedor da família Muridae.
Apenas pode ser encontrada em Taiwan.